# ヘスペリア (小惑星)
ヘスペリア (69 Hesperia) は、小惑星帯に位置する小惑星の一つでM型小惑星である。1869年4月29日にイタリアの著名な天文学者、ジョヴァンニ・スキアパレッリ (Giovanni Schiaparelli) により発見された。これは彼が発見した唯一の小惑星である。ギリシア神話に登場するニンフの一人ヘスペリデスにちなみ命名された。